# Tyskland ved vinter-OL 2018
Tyskland deltog i vinter-OL 2018 i Pyeongchang, Sydkorea i perioden 9. – 25. februar 2018.

## Deltagere
Følgende atleter vil deltage i nedennævnte sportsgrene: 
| Sportsgren            | Herrer | Damer | Total |
| --------------------- | ------ | ----- | ----- |
| Alpint skiløb         | 7      | 7     | 14    |
| Bobslæde              | 12     | 6     | 18    |
| Freestyle skiløb      | 3      | 6     | 9     |
| Hurtigløb på skøjter  | 4      | 5     | 9     |
| Ishockey              | 25     | 0     | 25    |
| Kælk                  | 7      | 3     | 10    |
| Kunstskøjteløb        | 4      | 4     | 8     |
| Langrend              | 7      | 9     | 16    |
| Nordisk kombineret    | 5      | 0     | 5     |
| Short track skøjteløb | 0      | 2     | 2     |
| Skeleton              | 3      | 3     | 6     |
| Skihop                | 5      | 4     | 9     |
| Skiskydning           | 6      | 6     | 12    |
| Snowboard             | 7      | 6     | 13    |
| Total                 | 95     | 61    | 156   |

## Medaljer
| 2018 Pyeongchang | Guld | Sølv | Bronze | Total |
| Tyskland         | 14   | 10   | 7      | 31    |